# كزافييه رويز
كزافييه رويز هو منتج أفلام ومونتير ومخرج سويسري، ولد في أبريل 1970 في جنيف في سويسرا.

## وصلات خارجية
- كزافييه رويز على موقع IMDb (الإنجليزية)
- كزافييه رويز على موقع ألو سيني (الفرنسية)
- كزافييه رويز على موقع أول موفي (الإنجليزية)
- كزافييه رويز على موقع قاعدة بيانات الأفلام السويدية (السويدية)
- كزافييه رويز على موقع قاعدة بيانات الفيلم (الإنجليزية)
- كزافييه رويز على موقع كينوبويسك (الروسية)